# Ambasadorowie Hanoweru
W roku 1714 Elektor Jerzy-Ludwik-Jerzy I Hanowerski zasiadł na tronie Brytyjskim. Dotąd państwa te nie miały ze sobą właściwie nic wspólnego. Jeszcze w 1702 roku do Anglii jako poseł Hanoweru przybył Ernst August von Platen-Hallermund.
Niemieccy ministrowie Elektora-Króla Jerzego tacy jak Andreas Gottlieb von Bernstorff i Roberthon pomagali królowi-elektorowi spleść hanowerską i brytyjską politykę w jedną całość. Jednak takie działania jak używanie floty brytyjskiej do realizacji celów hanowerskiej polityki; jak manewry odstraszające wobec Rosjan na Bałtyku w latach 1719, 1720 i 1721, budziły zdecydowany sprzeciw Brytyjskich parlamentarzystów. Jeden z nich Robert Walpole w latach 1717–1721  stoczył z Bernstorffem prawdziwą zimną wojnę o wpływy.
Brytyjczycy specjalnie uchwalili ze strachu przed Bernstorffem  ustawę Enlistment in Foreign Service Act (1713) zwaną w skrócie Foreign Act, która stwierdzała, że ministrem w Wielkiej Brytanii może być tylko Brytyjczyk. jeszcze William Pitt, 1. hrabia Chatham tropił wszelkie przejawy poświęcania interesów brytyjskich dla interesów "podławego Elektoratu" Hanowerskiego.
Mimo wszystko Hanowerczykom udało się częściowo zespolić aparaty dyplomatyczne obu państw. Sztandarowym przykładem jest tu misja jaką w latach 1714–1719 Friedrich Christian Weber pełnił w Rosji, jako reprezentant obu dworów; brytyjskiego i hanowerskiego.
Po kongresie wiedeńskim (1815) tego typu więzy między obu państwami rozluźniły się znacznie, a po 1832 pękły zupełnie.

## AmbasadorzyElektoratu Hanoweru
- Friedrich Karl von Hardenberg (1696-1763)

### W Holandii
- 1677–1679 Salentin Justus Sinold von Schütz
- 1701–1717 Elias Klinggräf

### W Prusach
- 1702 Jobst Hermann von Ilten
- 1705–1708 Jobst Hermann von Ilten
- 1714–1715 Philipp Adam Eltz
- 1718 Philipp Adam Eltz (ponownie)

### W Rosji
- 1714–1719 Friedrich Christian Weber

### W Szwecji
- 1704 Thomas Grote
- 1719–1728 Adolf Friedrich von Bassewitz

### W Wielkiej Brytanii
- 1689–1705 Ludwig Just Sinold von Schütz
- 1702 Ernst August von Platen-Hallermund
- 1711 Johann Kasper von Bothmer
- 1713–1714 Georg Wilhelm Helwig Sinold von Schütz